# Nyctophilus heran
Nyctophilus heran is een vleermuis uit het geslacht Nyctophilus die voorkomt op het eiland Lembata in de Kleine Soenda-eilanden (Indonesië). Deze soort is slechts bekend van het holotype, dat op 5 november 1989 is gevangen. Deze soort is het nauwst verwant aan de Australische N. geoffroyi. De soortnaam heran is het Indonesische woord voor "verrassing", het gevoel dat de auteurs kregen toen ze een Nyctophilus vingen op Lembata.
De vacht is licht van kleur, variërend van lichtgrijs tot geelbruin. De vrij lange oren worden verbonden door een richel van de huid. De kop-romplengte bedraagt 51,5 mm, de staartlengte 40,7 mm, de voorarmlengte 39,3 mm, de achtervoetlengte 6,4 mm, de oorlengte 23,4 mm en de tibialengte 18,8 mm.
Nyctophilus arnhemensis · Nyctophilus bifax · Nyctophilus corbeni · Nyctophilus daedalus · Nyctophilus geoffroyi · Nyctophilus gouldi · Nyctophilus heran · Nyctophilus holtorum · Nyctophilus howensis · Nyctophilus major · Nyctophilus microdon · Nyctophilus microtis · Nyctophilus nebulosus · Nyctophilus sherrini · Nyctophilus shirleyae · Nyctophilus timoriensis · Nyctophilus walkeri